# 战姬绝唱SYMPHOGEAR音乐作品
战姬绝唱SYMPHOGEAR音乐作品（日语：戦姫絶唱シンフォギアのディスコグラフィ）記載日本电视动画《战姬绝唱SYMPHOGEAR》、第二季《戰姬絕唱SYMPHOGEAR G》及第三季《戰姬絕唱SYMPHOGEAR GX》的相關音樂CD。唱片出版公司為國王唱片。

## 角色歌

### 戰姬絕唱SYMPHOGEAR

#### 雙翼
《戰姬絕唱SYMPHOGEAR角色歌1 雙翼》收錄了由水树奈奈及高山南所配音的風鳴翼及天羽奏於作中組成的組合「雙翼」的角色歌。於2012年1月25日發售。
收錄內容
1. 逆光
  - 作詞、作曲：上松範康、編曲：菊田大介
  - 第1話劇中歌。
2. ORBITAL BEAT
  - 作詞：古屋真、作曲、編曲：加藤裕介
  - 第1話劇中歌。
3. 逆光のフリューゲル（off vocal）
4. ORBITAL BEAT（off vocal）

#### 立花響
《戰姬絕唱SYMPHOGEAR角色歌2 立花響》收錄了由悠木碧所配音的立花響的角色歌。於2012年2月29日發售。
收錄內容
1. 撃槍・
  - 作詞：上松範康（Elements Garden）、作曲・編曲：藤田淳平（Elements Garden）
  - 第2－5話劇中歌。
2. - 作詞：藤林聖子、作曲：俊龍、編曲：菊田大介（Elements Garden）
  - 第6－7話劇中歌。
3. 撃槍・（off vocal）
4. （off vocal）

#### 風鳴翼
《戰姬絕唱SYMPHOGEAR角色歌3 風鳴翼》收錄了由水树奈奈所配音的風鳴翼的角色歌。於2012年3月14日發售。
收錄內容
1. - 作曲、編曲：藤間仁（Elements Garden）
  - 第1－4、8話劇中歌。
2. FLIGHT FEATHERS
  - 作曲、編曲：菊田大介（Elements Garden）
  - 第9話劇中歌。
3. 絶刀・天羽々斬（off vocal）
4. FLIGHT FEATHERS（off vocal）

#### 雪音克莉絲
《戰姬絕唱SYMPHOGEAR角色歌4 雪音克莉絲》收錄了由高垣彩陽所配音的雪音克莉絲的角色歌。於2012年3月28日發售。
收錄內容
1. 魔弓・
  - 編曲：岩橋星實（Elements Garden）
  - 第7－8、10－11話劇中歌。
2. - 編曲：藤田淳平（Elements Garden）
  - 第10話劇中歌。
3. 魔弓・（off vocal）
4. 繋いだ手だけが紡ぐもの （off vocal）

### 戰姬絕唱SYMPHOGEAR G

#### 瑪麗亞×風鳴翼
《戰姬絕唱SYMPHOGEAR G角色歌1 瑪麗亞×風鳴翼》收錄了由日笠陽子及水树奈奈所配音的瑪麗亞及風鳴翼的角色歌。於2013年7月17日發售。
收錄內容
1. - 編曲：菊田大介（Elements Garden）
  - 第1話劇中歌。
2. （tv size）
3. （off vocal）

#### 立花響（G）
《戰姬絕唱SYMPHOGEAR G角色歌2 立花響》收錄了由悠木碧所配音的立花響的角色歌。於2013年7月24日發售。
收錄內容
1. - 編曲：藤田淳平（Elements Garden）
  - 第1、5、7話劇中歌。
2. Rainbow Flower
  - 編曲：岩橋星実（Elements Garden）
  - 第10話劇中歌
3. （off vocal）
4. Rainbow Flower（off vocal）

#### 瑪麗亞·卡登查瓦納·伊娃
《戰姬絕唱SYMPHOGEAR G角色歌3 瑪麗亞·卡登查瓦納·伊娃》收錄了由日笠陽子所配音的瑪麗亞·卡登查瓦納·伊娃的角色歌。於2013年8月7日發售。
收錄內容
1. - 編曲：Evan Call（Elements Garden）
  - 第1、4、8、12話劇中歌。
2. Dark Oblivion
  - 編曲：藤間仁（Elements Garden）
  - 第1話劇中歌。
3. （off vocal）
4. Dark Oblivion（off vocal）

#### 風鳴翼（G）
《戰姬絕唱SYMPHOGEAR G角色歌4 風鳴翼》收錄了由水树奈奈所配音的風鳴翼的角色歌。於2013年8月21日發售。
收錄內容
1. - 編曲：藤間仁（Elements Garden）
  - 第2、3、11話劇中歌。
2. - 編曲：上松範康（Elements Garden）
  - 第1季第9話劇中歌。
3. （off vocal）
4. （off vocal）

#### 月讀調
《戰姬絕唱SYMPHOGEAR G角色歌5 月讀調》收錄了由南條愛乃所配音的月讀調的角色歌。於2013年8月28日發售。
收錄內容
1. - 第2、8、9話劇中歌。
2. PRACTICE MODE
3. （off vocal）
4. PRACTICE MODE（off vocal）

#### 雪音克莉絲（G）
《戰姬絕唱SYMPHOGEAR G角色歌6 雪音克莉絲》收錄了由高垣彩陽所配音的雪音克莉絲的角色歌。於2013年9月4日發售。
收錄內容
1. Bye-Bye Lullaby
  - 編曲：岩橋星實（Elements Garden）
  - 第3、9、10話劇中歌。
2. 教室
  - 編曲：中山真斗（Elements Garden）
  - 第4話插曲。
3. Bye-Bye Lullaby（off vocal）
4. 教室（off vocal）

#### 曉切歌
《戰姬絕唱SYMPHOGEAR G角色歌7 曉切歌》收錄了由茅野愛衣所配音的曉切歌的角色歌。於2013年9月11日發售。
收錄內容
1. - 編曲：藤田淳平（Elements Garden）
  - 第4話劇中歌。
2. 手紙
  - 編曲：藤間仁（Elements Garden）
3. （off vocal）
4. 手紙（off vocal）

#### 小日向未来
《戰姬絕唱SYMPHOGEAR G角色歌8 小日向未来》收錄了由井口裕香所配音的小日向未来的角色歌。於2013年9月18日發售。
收錄內容
1. - 第10話劇中歌。
2. （off vocal）
3. （off vocal）

### 戰姬絕唱SYMPHOGEAR GX

#### 瑪麗亞×風鳴翼（GX）
《戰姬絕唱SYMPHOGEAR GX角色歌1 瑪麗亞×風鳴翼》收錄了由日笠陽子及水树奈奈所配音的瑪麗亞及風鳴翼的角色歌。於2015年7月8日發售。
收錄內容
1. - 編曲：末益涼太（Elements Garden）、菊田大介（Elements Garden）
  - 第1話劇中歌。
2. （tv size）
3. （off vocal）

#### 立花響（GX）
《戰姬絕唱SYMPHOGEAR GX角色歌2 立花響》收錄了由悠木碧所配音的立花響的角色歌。於2015年7月15日發售。
收錄內容
1. 限界突破 G-beat
  - 編曲：藤田淳平（Elements Garden）
  - 第1話劇中歌。
2. −Grip it tight−
  - 編曲：母里治樹（Elements Garden）
3. 限界突破 G-beat（off vocal）
4. −Grip it tight−（off vocal）

#### 風鳴翼（GX）
《戰姬絕唱SYMPHOGEAR GX角色歌3 風鳴翼》收錄了由水树奈奈所配音的風鳴翼的角色歌。於2015年8月12日發售。
收錄內容
1. Beyond the BLADE
  - 編曲：藤田淳平(Elements Garden)
  - 第2話劇中歌。
2. - 編曲：母里治樹(Elements Garden)
3. Beyond the BLADE（off vocal）
4. 空へ…（off vocal）

#### 雪音克莉絲（GX）
《戰姬絕唱SYMPHOGEAR GX角色歌4 雪音克莉絲》收錄了由高垣彩陽所配音的雪音克莉絲的角色歌。於2015年8月19日發售。
收錄內容
1. TRUST HEART
  - 編曲：藤間仁(Elements Garden)
  - 第2話劇中歌。
2. - 編曲：喜多智弘(Elements Garden)
3. TRUST HEART（off vocal）
4. （off vocal）

#### 暁切歌（GX）
収録曲
全作詞：上松範康（Elements Garden）
1. オーバーキルサイズ・ヘル [4:13]
  - 作曲・編曲：喜多智弘（Elements Garden）
  - 第3、10話劇中歌

2. おきてがみ [4:02]
  - 作曲：上松範康（Elements Garden）、編曲：母里治樹（Elements Garden）

3. オーバーキルサイズ・ヘル（off vocal）
4. おきてがみ（off vocal）

#### 月読調（GX）
収録曲
全作詞：上松範康（Elements Garden）、全編曲：岩橋星実（Elements Garden）
1. ジェノサイドソウ・ヘヴン [4:04]
  - 作曲：岩橋星実（Elements Garden）
  - 第5、8話劇中歌

2. SENSE OF DISTANCE [4:08]
  - 作曲：上松範康（Elements Garden）

3. ジェノサイドソウ・ヘヴン（off vocal）
4. SENSE OF DISTANCE（off vocal）

#### マリア・カデンツァヴナ・イヴ（GX）
収録曲
全作詞・作曲：上松範康（Elements Garden）
1. 銀腕・アガートラーム [4:32]
  - 編曲：岩橋星実（Elements Garden）・Evan Call（Elements Garden）
  - 第7、9話劇中歌

2. 純白イノセント [4:43]
  - 編曲：藤永龍太郎（Elements Garden）

3. 銀腕・アガートラーム（off vocal）
4. 純白イノセント（off vocal）

#### キャロル・マールス・ディーンハイム
収録曲
全作詞：上松範康（Elements Garden）
1. 殲琴・ダウルダブラ [4:43]
  - 作曲・編曲：Evan Call（Elements Garden）
  - 第11、12話劇中歌

2. tomorrow [5:27]
  - 作曲：上松範康（Elements Garden）、編曲：藤永龍太郎（Elements Garden）

3. 殲琴・ダウルダブラ（off vocal）
4. tomorrow（offvocal）

### 戰姬絕唱SYMPHOGEAR AXZ

#### 立花響
《戰姬絕唱SYMPHOGEAR AXZ角色歌1 立花響》收錄了由悠木碧所配音的立花響的角色歌。於2017年7月5日發售。
收錄內容
1. - 作詞：上松範康（Elements Garden）、作曲・編曲：藤間仁（Elements Garden）
2. - 作詞：上松範康（Elements Garden）、作曲・編曲：母里治樹（Elements Garden）
3. （off vocal）
4. （off vocal）

## DVD、BD特典CD

### 戰姬絕唱SYMPHOGEAR（特典）
第1卷
戰姬絕唱SYMPHOGEAR 角色歌5 天羽奏
1.  [4:37]
  - 作詞：藤林聖子，作曲：俊龍，編曲：菊田大介，主唱：天羽奏（高山南）
  - 第1話插曲。

第2卷
戰姬絕唱SYMPHOGEAR OriginalSoundtrack
1. （FIRST LOVE SONG）
2. 、Apocalypse Now

第3卷
戰姬絕唱SYMPHOGEAR OriginalSoundtrack 2
1. after school HAPPY
2. DISTORTION ZONE
3. FG

第4卷
戰姬絕唱SYMPHOGEAR 角色歌6 小日向未来
1.  [4:43]
  - 作詞：上松範康（Elements Garden），作曲：中山真斗（Elements Garden），主唱：小日向未来（井口裕香）

第5卷
戰姬絕唱SYMPHOGEAR OriginalSoundtrack 2
1. Little☆Date
2. 
  - 作詞、作曲、編曲：上松範康，主唱：風鳴翼（水樹奈奈）
  - 第9話劇中歌。

3. BARK at the MOON}}

第6卷
劇中歌角色歌「FIRST LOVE SONG」
1. FIRST LOVE SONG
  - 作詞、作曲：上松範康，編曲：藤田淳平，主唱：立花響（悠木碧）、風鳴翼（水樹奈奈）、雪音克莉絲（高垣彩陽）
  - 第13話劇中歌。

### 戰姬絕唱SYMPHOGEAR G（特典）
第1卷
戰姬絕唱SYMPHOGEAR G OriginalSoundtrack 1
1. Apple
  - 作詞、作曲、編曲：上松範康，主唱：瑪麗亞·卡登扎夫娜·伊芙（日笠陽子）、莎麗娜·卡登扎夫娜·伊芙（堀江由衣）
  - 第1、13話劇中歌。

2. the MOON is a harsh mistress
3. 
  - 主唱：立花響（悠木碧）

4. 
  - 主唱：瑪麗亞·卡登扎夫娜·伊芙（日笠陽子）

5. S2CA／Voltage Maximum
6. 
  - 主唱：風鳴翼（水樹奈奈）

7. 
  - 主唱：立花響（悠木碧）、風鳴翼（水樹奈奈）、雪音克莉絲（高垣彩陽）

第2卷
戰姬絕唱SYMPHOGEAR G OriginalSoundtrack 2
1. UNDER SIEGE
2. 
  - 主唱：雪音克莉絲（高垣彩陽）

3. 
  - 主唱：板場弓美（赤崎千夏）、寺島詩織（東山奈央）、安藤創世（小松未可子）
  - 第4話劇中歌。

第3卷
戰姬絕唱SYMPHOGEAR G OriginalSoundtrack 3
1. ORBITAL BEAT（Ver.ZABABA）
  - 作詞：古屋真，作曲、編曲：加藤裕介，主唱：月讀調（南條愛乃）、曉切歌（茅野愛衣）
  - 第5話劇中歌。

2. wield a Disrupt Hammer
3. 
  - 主唱：莎麗娜·卡登扎夫娜·伊芙（堀江由衣）

4. 
  - 主唱：莎麗娜·卡登扎夫娜·伊芙（堀江由衣）

第4卷
戰姬絕唱SYMPHOGEAR G OriginalSoundtrack 4
1. 
  - 主唱：月讀調（南條愛乃）、曉切歌（茅野愛衣）

2. tomorrow world
3. 
  - 主唱：石川英郎

第5卷
戰姬絕唱SYMPHOGEAR G OriginalSoundtrack 5
1. 英雄故事(Ver.Training Day)
  - 主唱：風鳴弦十郎（石川英郎）、立花響（悠木碧）
  - 第9話劇中歌。

2. Detective Comics
3. 
  - 主唱：小日向未来（井口裕香）

4. 
  - 主唱：月讀調（南條愛乃）

第6卷
戰姬絕唱SYMPHOGEAR G OriginalSoundtrack 6
1. 
  - 主唱：曉切歌（茅野愛衣）

2. Edge Works of Goddess ZABABA
  - 作詞：上松範康，作曲：中山真斗、菊田大介（Elements Garden），編曲：菊田大介（Elements Garden），主唱：月讀調（南條愛乃）、曉切歌（茅野愛衣）
  - 第11、12話劇中歌。

3. 
  - 主唱：瑪麗亞·卡登扎夫娜·伊芙（日笠陽子）

4. 
  - 作詞、作曲：上松範康，編曲：喜多智弘
  - 主唱：立花響（悠木碧）、風鳴翼（水樹奈奈）、雪音克莉絲（高垣彩陽）、瑪麗亞·卡登扎夫娜·伊芙（日笠陽子）、月讀調（南條愛乃）、曉切歌（茅野愛衣）
  - 第13話劇中歌。

5. 
  - 作詞、作曲：上松範康，編曲：菊田大介
  - 主唱：立花響（悠木碧）、風鳴翼（水樹奈奈）、雪音克莉絲（高垣彩陽）、瑪麗亞·卡登扎夫娜·伊芙（日笠陽子）、月讀調（南條愛乃）、曉切歌（茅野愛衣）、天羽奏（高山南）
  - 第13話片尾曲。